# Eevi Huttunen
Eevi Maria Pirinen z d. Huttunen (ur. 23 sierpnia 1922 w Karttuli, zm. 3 grudnia 2015 w Kuopio) – fińska łyżwiarka szybka, brązowa medalistka olimpijska i mistrzyni świata.

## Kariera
Specjalizowała się w długich dystansach. Największy sukces w karierze osiągnęła w 1951 roku, kiedy triumfowała podczas wielobojowych mistrzostw świata w Eskilstunie. W zawodach tych wyprzedziła bezpośrednio dwie Norweżki: Randi Thorvaldsen i Ragnhild Mikkelsen. W tej samej konkurencji trzykrotnie zajmowała czwartą pozycję, na mistrzostwach świata w Lillehammer (1953), mistrzostwach świata w Östersund (1954) oraz mistrzostwach świata w Kuopio (1955). W pierwszym przypadku w walce o podium lepsza okazała się Lidija Sielichowa z ZSRR, a w dwóch kolejnych Finka przegrywała z inną radziecką panczenistką, Sofją Kondakową. W 1960 roku brała udział w igrzyskach olimpijskich w Squaw Valley, zdobywając brązowy medal zdobyła na dystansie 1500 m. Na podium stanęły przed nią dwie radzieckie zawodniczki: Lidija Skoblikowa i Walentina Stienina. Na tych samych igrzyskach Huttunen była dziewiąta w biegu na 1000 m i czternasta w biegach na 500 i 1500 m. Wielokrotnie zdobywała medale mistrzostw Finlandii w wieloboju, w tym złote w latach 1947–1948, 1950-1955, 1957 i 1959-1960.
W 1960 roku wyszła za mąż za Taavettiego Pirinena. Mieszkała w Kuopio, gdzie zmarła 3 grudnia 2015.

## Osiągnięcia

### Zimowe Igrzyska Olimpijskie
|                             | dystans | 1960 |
| --------------------------- | ------- | ---- |
| Zimowe Igrzyska Olimpijskie | 500 m   | 14.  |
| Zimowe Igrzyska Olimpijskie | 1000 m  | 9.   |
| Zimowe Igrzyska Olimpijskie | 1500 m  | 14.  |
| Zimowe Igrzyska Olimpijskie | 3000 m  | brąz |

### Mistrzostwa świata w wieloboju
|                                | 1948 | 1949 | 1950 | 1951  | 1952 | 1953 | 1954 | 1955 | 1957 | 1959 | 1960 |
| ------------------------------ | ---- | ---- | ---- | ----- | ---- | ---- | ---- | ---- | ---- | ---- | ---- |
| Mistrzostwa świata w wieloboju | 5.   | 6.   | 11.  | złoto | 5.   | 4.   | 4.   | 4.   | 8.   | 5.   | 6.   |

## Rekordy życiowe
Ostatnia kolumna (RŚ) zawiera oficjalne rekordy świata, obowiązujące w momencie ustanawiania przez Huttunen poszczególnych rekordów życiowych.
| Dystans       | Rekord  | Data           | Miejsce      | RŚ      |
| ------------- | ------- | -------------- | ------------ | ------- |
| 500 m         | 48.2    | 8 marca 1957   | Pieksämäki   | 45.6    |
| 1000 m        | 1:37.2  | 22 lutego 1960 | Squaw Valley | 1:33.4  |
| 1500 m        | 2:35.1  | 21 lutego 1960 | Squaw Valley | 2:25.5  |
| 3000 m        | 5:18.8  | 8 marca 1957   | Pieksämäki   | 5:13.8  |
| 5000 m        | 9:06.1  | 22 lutego 1953 | Lillehammer  | 9:01.6  |
| wielobój mały | 209.000 | 1 marca 1959   | Swierdłowsk  | 203.299 |
| wielobój      | 216.177 | 13 lutego 1955 | Kuopio       | 203.920 |